# Moulin Depireux
Le moulin Depireux (ou Nouveau Moulin, plus tard  moulin de la Vieille Ferme), était un moulin à vent situé en Belgique à Vottem, à la limite du plateau de Hesbaye.

## Historique
Le moulin était le deuxième à être construit à Vottem, après le moulin Bouquette (ancien moulin). 
Le 26 mai 1840, Jean Henri Louis Hendricé obtint de la part de la députation permanente de la province de Liège la permission pour construire un moulin. Le bâtiment a eu une activité de minoterie durant la deuxième partie du XIXe siècle. En 1905 il ne fonctionnait plus, et puis s'est dégradé lentement.
C'était une propriété privée, appartenant d'abord aux Depireux, puis aux Croisier.
La tour du moulin marqua longtemps le paysage au nord de Vottem, jusqu'en 1963, quand elle fut détruite lors des travaux pour l'autoroute E40, malgré l'insistance des Vottemois pour la conserver.

## Bâtiment
C'était un moulin-tour dont les quatre ailes symétriques pouvaient être contrôlées à partir du sol. Le sommet, en bois était en forme d'oignon, typique pour la Hesbaye liégeoise. La porte et deux fenêtres étaient alignées et bordées de petit granit. On trouve encore des moulins similaires à Donceel et Momalle.

## Accès
Il y avait de multiples chemins d'accès à ce moulin, venant du village de Vottem (comme le Chemin no 26) et des campagnes environnantes, par exemple le Sentier no 48. À partir du moulin Depireux, on pouvait suivre le Chemin no 23, actuellement Rue des Moulins, pour se rendre au moulin Bouquette.

## Le mécanisme de minoterie
Les ailes entraînaient un arbre, traversant la toiture, vers le mécanisme interne. L'autre extrémité de cet arbre était fixée à un rouet, grand cercle de bois comportant des taquets en bois sur tout son pourtour. Il entraînait la lanterne, pièce cylindrique, formée de deux cercles de bois, reliés entre eux par plusieurs traverses du même matériau. Les taquets du rouet s'insèrent dans les espaces laissés libres entre les montants de bois de la lanterne. Elle était fixée à un axe vertical, traversant l'étage, jusqu'au rez-de-chaussée, pour atteindre le système de meule. Le mécanisme était composé de deux meules, en pierre : une meule « gisante », fixe, posée sur le sol du moulin ; une meule « courante », fixée à l'axe vertical. Elles étaient striées afin de permettre l'évacuation de la farine obtenue. Le meunier se devait une vigilance accrue, afin que les meules ne tournent jamais « à vide ». Le frottement des deux pierres aurait risqué l'échauffement, pouvant créer un incendie du moulin. 